# Мислениці (гміна)
Гміна Мислениці (пол. Gmina Myślenice) — місько-сільська гміна у південній Польщі. Належить до Мисленицького повіту Малопольського воєводства.
Станом на 31 грудня 2011 у гміні проживало 42712 осіб.

## Площа
Згідно з даними за 2007 рік площа гміни становила 153.74 км², у тому числі:
- орні землі: 53.00%
- ліси: 32.00%

Таким чином, площа гміни становить 22.83% площі повіту.

## Населення
Станом на 31 грудня 2011:
| Опис     | Загалом | Загалом | Чоловіки | Чоловіки | Жінки | Жінки |
| -------- | ------- | ------- | -------- | -------- | ----- | ----- |
| одиниця  | осіб    | %       | осіб     | %        | осіб  | %     |
| все      | 42712   | 100     | 21032    | 49.24    | 21680 | 50.76 |
| міське   | 18434   | 100     | 8888     | 48.22    | 9546  | 51.78 |
| сільське | 24278   | 100     | 12144    | 50.02    | 12134 | 49.98 |

## Сусідні гміни
Гміна Мисьленіце межує з такими гмінами: Вісньова, Добчице, Моґіляни, Пцим, Сеправ, Скавіна, Сулковіце.